# Reľov
Reľov (Hongaars: Relyó) is een Slowaakse gemeente in de regio Prešov, en maakt deel uit van het district Kežmarok.
Reľov telt 348 inwoners.